# Fröhlich Izidor
Fröhlich Izidor (egyes forrásokban Frőlich) (Pest, 1852. december 23. – Budapest, Terézváros, 1931. január 24.) magyar elméleti fizikus, egyetemi tanár; Fröhlich Róbert (1844–1894) református lelkész, archeológus, akadémikus öccse. A Magyar Tudományos Akadémia levelező (1880-tól), rendes (1891-től), majd igazgatósági (1920-tól) tagja volt.

## Életpályája
Fröhlich Vilmos és Léderer Katalin (Júlia) református szülők gyermekeként született, 1853. február 4-én keresztelték a Kálvin téri református templomban. A gimnázium első hat osztályát az akkor még csonka evangélikus, a hetedik és nyolcadik osztályt az református főgimnáziumban végezte 1870-ben, majd a Budapesti Tudományegyetemre ment, ahol Petzval Ottótól a mennyiségtant, Kondor Gusztávtól a csillagászatot, Jedlik Ányostól a kisérleti-, báró Eötvös Lorándtól az elméleti természettant, Than Károlytól a vegytant hallgatta. Emellett a műegyetemen Kőnig Gyula matematikai, Szily Kálmán és Sztoczek József fizikai előadásaira is eljárt. Időközben (1871-72-ben) védkötelezettségének tett eleget. 1874 tavaszán Trefort Ágoston közoktatási miniszter, további kiképzése céljából állami ösztöndijjal kiküldte a berlini egyetemre, ahol két évet töltött, különösen Hermann Ludwig von Helmholtz és Gustav Robert Kirchhoff német fizikusok mellett a kísérleti és elméleti természettan beható tanulmányozásával. 1875-ben szerzett doktorátust. 1876 tavaszán hazatérvén, a budapesti egyetemen az elméleti fizika magántanárává képesítették. A boszniai megszállásból 1878 végén mint tartalékos tüzérfőhadnagy tért vissza, 1879 elején a Budapesti Tudományegyetemen az elméleti fizika rendkívüli és 1885-ben rendes tanárává nevezték ki. 1885. július 25-én a Budapest-Kálvin téri református templomban feleségül vette a nála 13 évvel fiatalabb Krolupper Irma Katharinát, Krolupper József és Tolnai Borbála leányát.

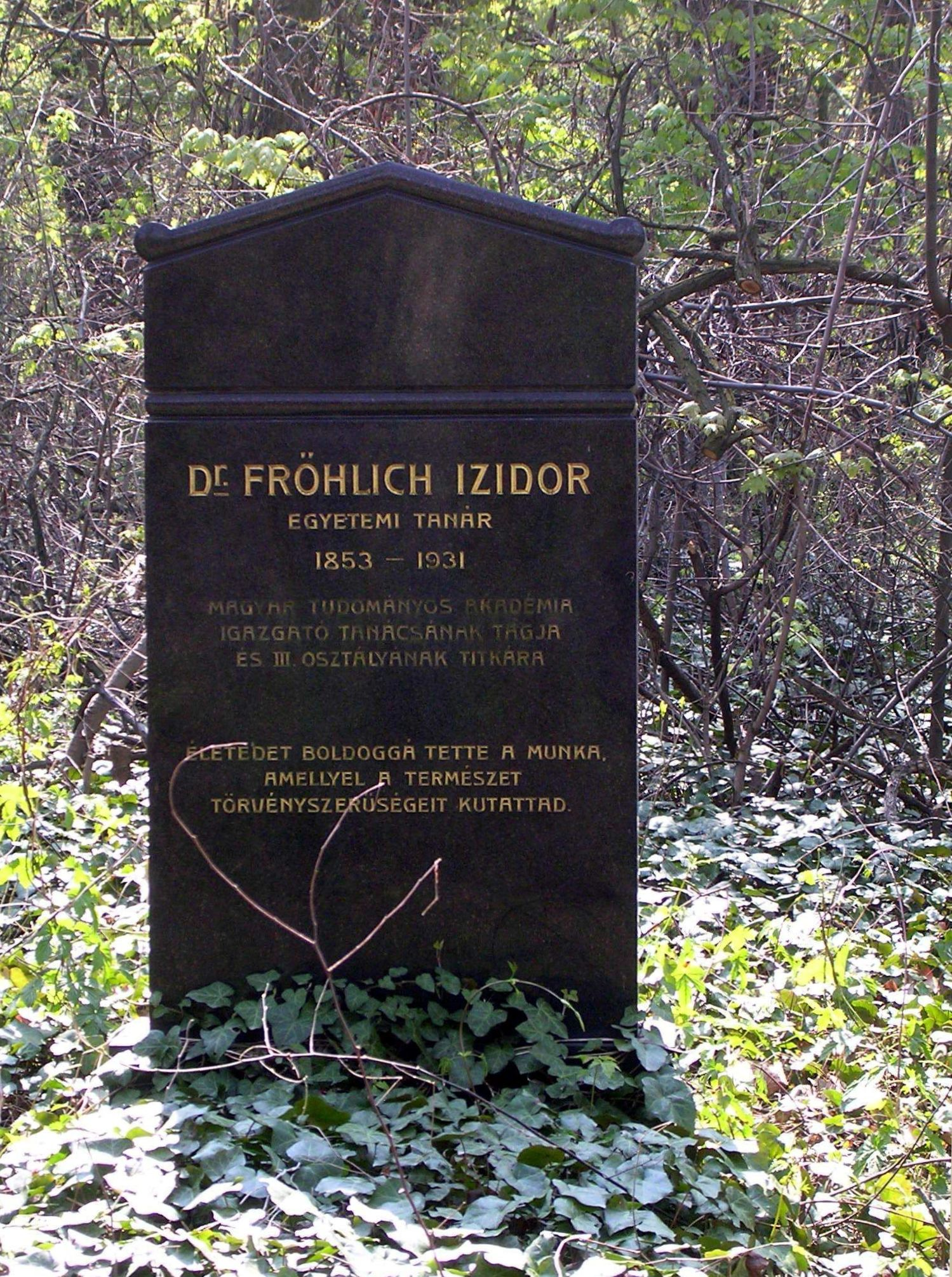
Sírja a Fiumei úti sírkertben (46-1-9)

A Magyar Tudományos Akadémia 1880. május 20-án levelező- és 1891. május 8-án rendes tagjává választotta meg; a királyi természettudományi társulat választmányi és az erdélyi Verein für Naturwissenschaften levelező tagja volt. 1886 és 1887 között az Országos Meteorológiai Szolgálat jogelődjének, a Magyar Királyi Meteorológiai és Földdelejességi Intézetnek az igazgatója is volt. A bölcsészetei kar dékánja az 1897/98-as és az 1899/1900-as tanévben. 1911 és 1912 között az egyetem rektoraként is munkálkodott. 1928-ban nyugalomba vonult. 1931. január 24-én hunyt el Budapesten tüdővizenyő következtében.

## Munkássága
Az elektrodinamika ágazatával, majd az elhajlított fény polárosságának kísérleti és elméleti vizsgálatával foglalkozott.
Az 1881. évi párizsi elektromos kiállításon saját szerkezetű eszközt (elektrodinamométert) állított ki, melyet ezüst éremmel tüntettek ki; ez alkalommal az ottani tudományos intézeteket is látogatta; az 1882. és 1884. években ugyanott tartott nemzetközi elektromos kongresszuson Magyarország hivatalos képviselője volt.
A Magyar Tudományos Akadémia nagyjutalmát is elnyerte (1903–1909) a Vizsgálatok az elhajlított fény polárosságáról címet viselő munkájáért. A Matematikai és Fizikai Lapokban számos dolgozata jelent meg, amelyekben állandóan tájékoztatta a kortárs fizikusokat az elméleti fizika legfrissebb kutatásainak eredményeiről.

## Díjai, elismerései
- a Magyar Tudományos Akadémia nagydíja, 1903–1909

## Munkái
- Az állandó elektromos áramlások elméletéhez (Budapest, 1880)
- Az elhajlott fény intenzitásának vizsgálata (Budapest, 1882)
- Az electrodynamometer általános elmélete (Budapest, 1888)
- Az elméleti physika kézikönyve (Budapest, 1890)
- Együttesen lengő elemi mágnesek kölcsönös vonzásai és taszításai (Budapest, 1891)
- Kinematika (Budapest, 1892)
- Dinamika (Budapest, 1896)
- Vizsgálatok igen vékony rétegben porlasztva kormozott üvegfelületekből szétterülő fénysugarak polározásáról (Budapest, 1928)
- Báró Eötvös Loránd emlékkönyv Szerk. (Budapest, 1930)